# Elisabeth Beckerová

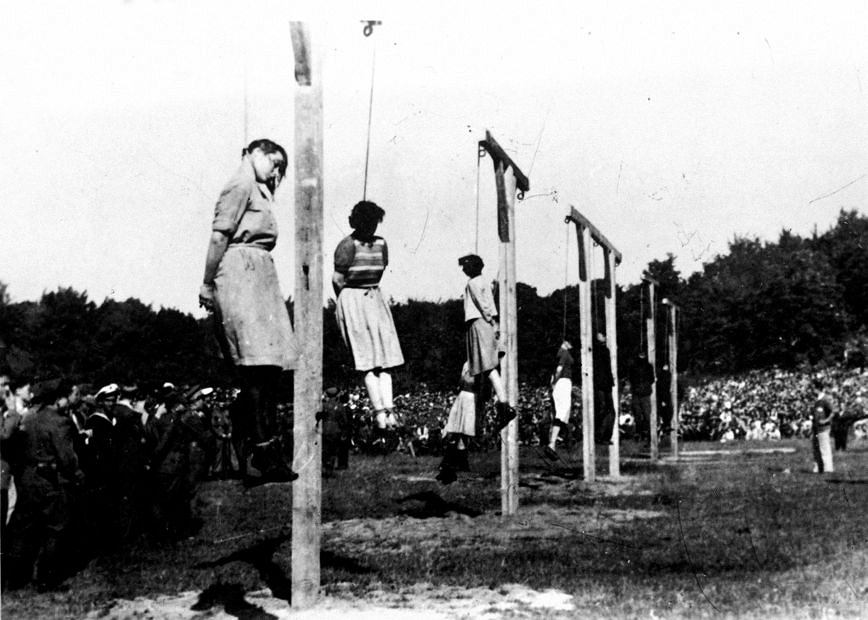
Poprava stráží koncentračního tábora Stutthof dne 4. července 1946. Elisabeth Beckerová je třetí zleva

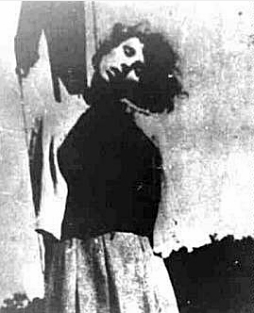
Elisabeth Beckerová popravena oběšením

Elisabeth Beckerová (20. července 1923 – 4. července 1946 Gdaňsk) byla během druhé světové války dozorkyní v koncentračním táboře Stutthof.

## Biografie
Po absolvování základní školy pracovala v letech 1938 až 1940 v Gdaňsku jako řidička tramvaje. Následně byla zaměstnána v místě bydliště Neuteich, Svobodné město Gdaňsk (dnes Nowy Staw, Polsko) ve společnosti Dokendorf a od roku 1941 pracovala v obci jako zemědělský asistent. Beckerová nebyla vdaná. 5. září 1944 začala službu v koncentračním táboře Stutthof, kde bylo jejím úkolem vodit vězně do plynové komory. V táboře zůstala až do jeho osvobození Rudou armádou.

## Poválečné období
Po válce se vrátila do rodného města. Dostala tyfovou horečku, a byla hospitalizována v Gdańsku, kde byla 13. dubna 1945 zatčena. V prvním procesu Stutthof 31. května 1946, byla odsouzena k trestu smrti oběšením. Navzdory petici za milost polskému prezidentovi Bolesławu Bierutovi a pozitivnímu soudnímu hlášení byla Elisabeth Beckerová veřejně oběšena na kopci Biskupia Górka společně s deseti dalšími odsouzenými. Mezi popravenými byly také dozorkyně koncentračního tábora Gerda Steinhoffová, Wanda Klaffová, Jenny-Wanda Barkmannová a Ewa Paradiesová. Jejími katy byli bývalí vězni koncentračního tábora Stutthof.